# Тіллар (Арканзас)
Тіллар (англ. Tillar) — місто (англ. town) в США, в округах Дру і Діша штату Арканзас. Населення — 172 особи (2020).

## Географія
Тіллар розташований на висоті 45 метрів над рівнем моря за координатами 33°42′39″ пн. ш. 91°27′8″ зх. д. / 33.71083° пн. ш. 91.45222° зх. д. (33.710917, -91.452220).  За даними Бюро перепису населення США в 2010 році місто мало площу 1,91 км², уся площа — суходіл. В 2017 році площа становила 2,03 км², уся площа — суходіл.

## Демографія
Згідно з переписом 2010 року, у місті мешкало 225 осіб у 94 домогосподарствах у складі 70 родин. Густота населення становила 118 осіб/км².  Було 106 помешкань (56/км²). 
Расовий склад населення:
| - 84,0 % — білих - 12,0 % — чорних або афроамериканців - 0,9 % — корінних американців - 2,7 % — осіб інших рас |

До двох чи більше рас належало 0,4 %. Іспаномовні складали 3,1 % від усіх жителів.
За віковим діапазоном населення розподілялося таким чином: 19,6 % — особи молодші 18 років, 62,2 % — особи у віці 18—64 років, 18,2 % — особи у віці 65 років та старші. Медіана віку мешканця становила 47,8 року. На 100 осіб жіночої статі у місті припадало 100,9 чоловіків;  на 100 жінок у віці від 18 років та старших — 103,4 чоловіків також старших 18 років.
Середній дохід на одне домашнє господарство  становив 55 504 долари США (медіана — 51 000), а середній дохід на одну сім'ю — 58 806 доларів (медіана — 54 167). За межею бідності перебувало 34,3 % осіб, у тому числі 67,2 % дітей у віці до 18 років та 51,5 % осіб у віці 65 років та старших.
Цивільне працевлаштоване населення становило 108 осіб. Основні галузі зайнятості: сільське господарство, лісництво, риболовля — 27,8 %, освіта, охорона здоров'я та соціальна допомога — 26,9 %, науковці, спеціалісти, менеджери — 14,8 %, виробництво — 13,0 %.
За даними перепису населення 2000 року в Тілларі проживало 240 осіб, 75 сімей, налічувалося 99 домашніх господарств і 110 житлових будинків. Середня густота населення становила близько 126,3 осіб на один квадратний кілометр. Расовий склад Тіллара за даними перепису розподілився таким чином: 91,67 % білих, 5,83 % — чорних або афроамериканців, 0,42 % — корінних американців, 0,83 % — представників змішаних рас, 1,25 % — інших народів. Іспаномовні склали 4,58 % від усіх жителів містечка.
З 99 домашніх господарств в 30,3 % — виховували дітей віком до 18 років, 64,6 % представляли собою подружні пари, які спільно проживали, в 6,1 % сімей жінки проживали без чоловіків, 24,2 % не мали сімей. 21,2 % від загального числа сімей на момент перепису жили самостійно, при цьому 14,1 % склали самотні літні люди у віці 65 років та старше. Середній розмір домашнього господарства склав 2,42 особи, а середній розмір родини — 2,79 особи.
Населення містечка за віковим діапазоном за даними перепису 2000 року розподілилося таким чином: 21,3 % — жителі молодше 18 років, 12,1 % — між 18 і 24 роками, 26,3 % — від 25 до 44 років, 22,5 % — від 45 до 64 років і 17,9 % — у віці 65 років та старше. Середній вік мешканця склав 42 роки. На кожні 100 жінок в Тілларі припадало 98,3 чоловіків, у віці від 18 років та старше — 94,8 чоловіків також старше 18 років.
Середній дохід на одне домашнє господарство в містечкі склав 29 792 долара США, а середній дохід на одну сім'ю — 34 821 долар. При цьому чоловіки мали середній дохід в 23 929 доларів США на рік проти 22 500 доларів середньорічного доходу у жінок. Дохід на душу населення в містечкі склав 13 568 доларів на рік. 13,4 % від усього числа сімей в окрузі і 16,5 % від усієї чисельності населення перебувало на момент перепису населення за межею бідності, при цьому 16,7 % з них були молодші 18 років і 19,0 % — у віці 65 років та старше.